# Cryptanura lamentaria
Cryptanura lamentaria är en stekelart som först beskrevs av Cameron 1885.  Cryptanura lamentaria ingår i släktet Cryptanura och familjen brokparasitsteklar. Inga underarter finns listade i Catalogue of Life.